# Mary Lou Jepsen
Mary Lou Jepsen (1965) es jefa de la División de Pantalla en Google X. También es fundadora y ex CEO de Pixel Qi, un fabricante de alto rendimiento, de bajo consumo de energía y pantallas legibles bajo luz solar para dispositivos móviles. Ella fue la cofundadora y primera directora de tecnología de One Laptop per Child (OLPC).
Fue nombrada para el "Time 100", una lista anual de las 100 personas más influyentes del mundo según la revista Time. En 2013 fue nombrada una de las 10 CNN:. Una lista de los 10 pensadores de la ciencia y la tecnología por parte de CNN.